# Néronde
Néronde est une commune française située dans le département de la Loire en région Auvergne-Rhône-Alpes.

## Géographie
Néronde fait partie du Forez.
La commune est distante de 37 km de Roanne, sa sous-préfecture, et 66 km de sa préfecture, Saint-Étienne.

### Climat
Pour des articles plus généraux, voir Climat d'Auvergne-Rhône-Alpes et Climat de la Loire.
En 2010, le climat de la commune est de type climat des marges montargnardes, selon une étude du Centre national de la recherche scientifique s'appuyant sur une série de données couvrant la période 1971-2000. En 2020, Météo-France publie une typologie des climats de la France métropolitaine dans laquelle la commune est exposée à un climat de montagne ou de marges de montagne et est dans la région climatique Nord-est du Massif Central, caractérisée par une pluviométrie annuelle de 800 à 1 200 mm, bien répartie dans l’année.
Pour la période 1971-2000, la température annuelle moyenne est de 10,4 °C, avec une amplitude thermique annuelle de 16,4 °C. Le cumul annuel moyen de précipitations est de 844 mm, avec 10 jours de précipitations en janvier et 7 jours en juillet. Pour la période 1991-2020, la température moyenne annuelle observée sur la station météorologique de Météo-France la plus proche, « Feurs », sur la commune de Feurs à 11 km à vol d'oiseau, est de 12,1 °C et le cumul annuel moyen de précipitations est de 650,3 mm,. Pour l'avenir, les paramètres climatiques de la commune estimés pour 2050 selon différents scénarios d'émission de gaz à effet de serre sont consultables sur un site dédié publié par Météo-France en novembre 2022.

## Urbanisme

### Typologie
Au 1er janvier 2024, Néronde est catégorisée commune rurale à habitat dispersé, selon la nouvelle grille communale de densité à sept niveaux définie par l'Insee en 2022.
Elle est située hors unité urbaine et hors attraction des villes,.

### Occupation des sols
L'occupation des sols de la commune, telle qu'elle ressort de la base de données européenne d’occupation biophysique des sols Corine Land Cover (CLC), est marquée par l'importance des territoires agricoles (60,5 % en 2018), en diminution par rapport à 1990 (69,5 %). La répartition détaillée en 2018 est la suivante : 
prairies (46 %), forêts (30,5 %), zones agricoles hétérogènes (14,5 %), zones industrielles ou commerciales et réseaux de communication (4,8 %), zones urbanisées (4,2 %). L'évolution de l’occupation des sols de la commune et de ses infrastructures peut être observée sur les différentes représentations cartographiques du territoire : la carte de Cassini (XVIIIe siècle), la carte d'état-major (1820-1866) et les cartes ou photos aériennes de l'IGN pour la période actuelle (1950 à aujourd'hui).

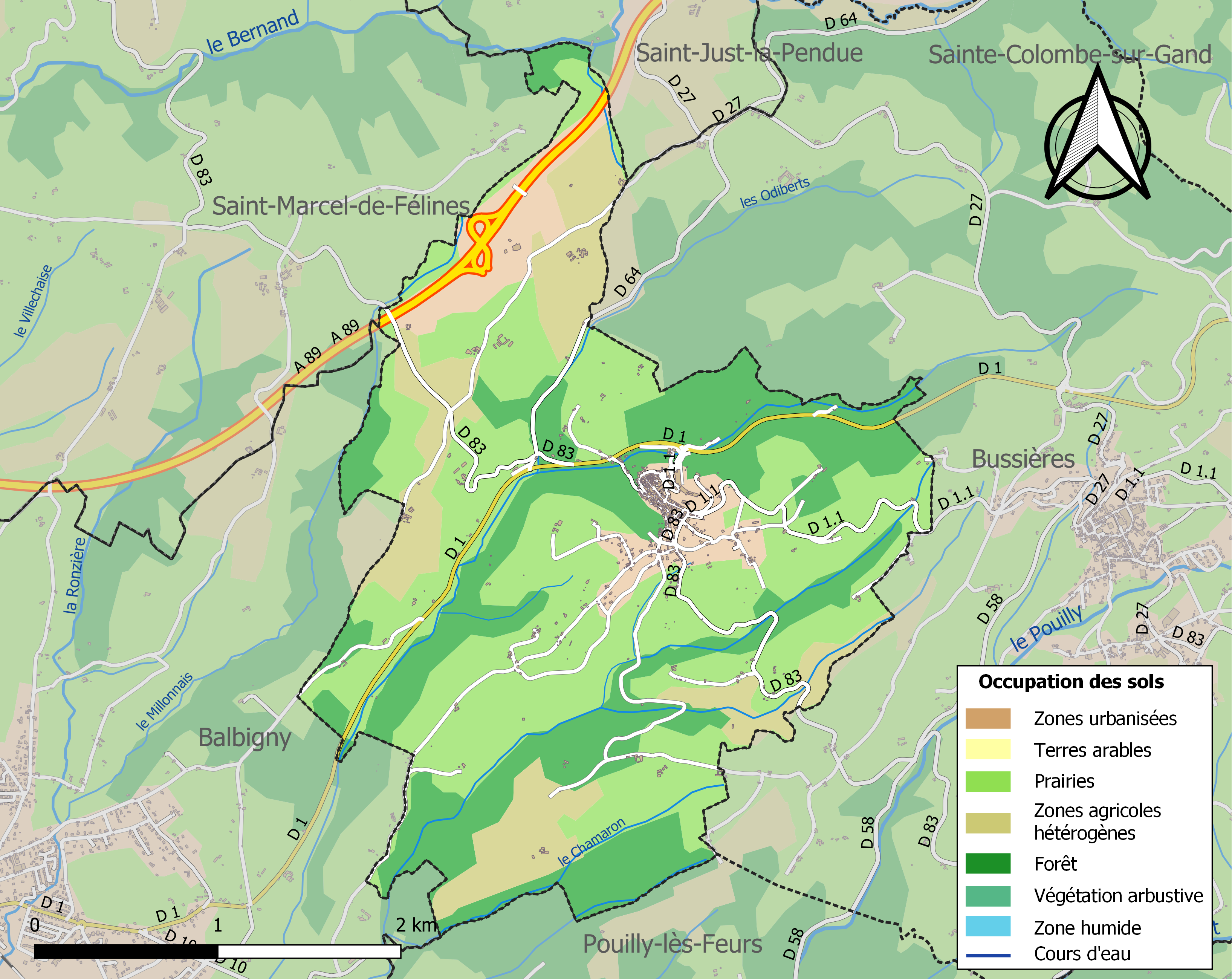
Carte des infrastructures et de l'occupation des sols de la commune en 2018 (CLC).

## Blasonnement
|  | Les armoiries de Néronde se blasonnent ainsi : Écartelé: au 1er de gueules au dauphin d’or, au 2e d’argent à trois navettes de sable, au 3e d’argent à la grappe de raisin de sable, au 4e d’azur à la croix d’argent cantonnée de quatre étoiles d’or. |

## Politique et administration
| Période   | Période  | Identité        | Étiquette | Qualité |
| --------- | -------- | --------------- | --------- | ------- |
|           |          |                 |           |         |
| mars 2001 | En cours | Gérard Moncelon | UMP       |         |

## Démographie
En 2022 , la commune de Néronde comptait 482 habitants. À partir du XXIe siècle, les recensements réels des communes de moins de 10 000 habitants ont lieu tous les cinq ans. Les autres chiffres sont des estimations.
| 1793  | 1800  | 1806  | 1821  | 1831  | 1836  | 1841  | 1846  | 1851  |
| ----- | ----- | ----- | ----- | ----- | ----- | ----- | ----- | ----- |
| 1 100 | 1 094 | 1 153 | 1 055 | 1 212 | 1 247 | 1 216 | 1 296 | 1 272 |

| 1856  | 1861  | 1866  | 1872  | 1876  | 1881  | 1886  | 1891  | 1896  |
| ----- | ----- | ----- | ----- | ----- | ----- | ----- | ----- | ----- |
| 1 119 | 1 240 | 1 292 | 1 313 | 1 327 | 1 449 | 1 330 | 1 379 | 1 332 |

| 1901  | 1906  | 1911  | 1921 | 1926 | 1931 | 1936 | 1946 | 1954 |
| ----- | ----- | ----- | ---- | ---- | ---- | ---- | ---- | ---- |
| 1 270 | 1 226 | 1 062 | 905  | 896  | 875  | 758  | 695  | 760  |

| 1962 | 1968 | 1975 | 1982 | 1990 | 1999 | 2006 | 2011 | 2016 |
| ---- | ---- | ---- | ---- | ---- | ---- | ---- | ---- | ---- |
| 566  | 622  | 501  | 431  | 460  | 447  | 464  | 477  | 458  |

| 2021 | 2022 | - | - | - | - | - | - | - |
| ---- | ---- | - | - | - | - | - | - | - |
| 474  | 482  | - | - | - | - | - | - | - |

## Lieux et monuments
- Église de la Nativité-de-Saint-Jean-Baptiste de Néronde

### Néronde dans la  littérature

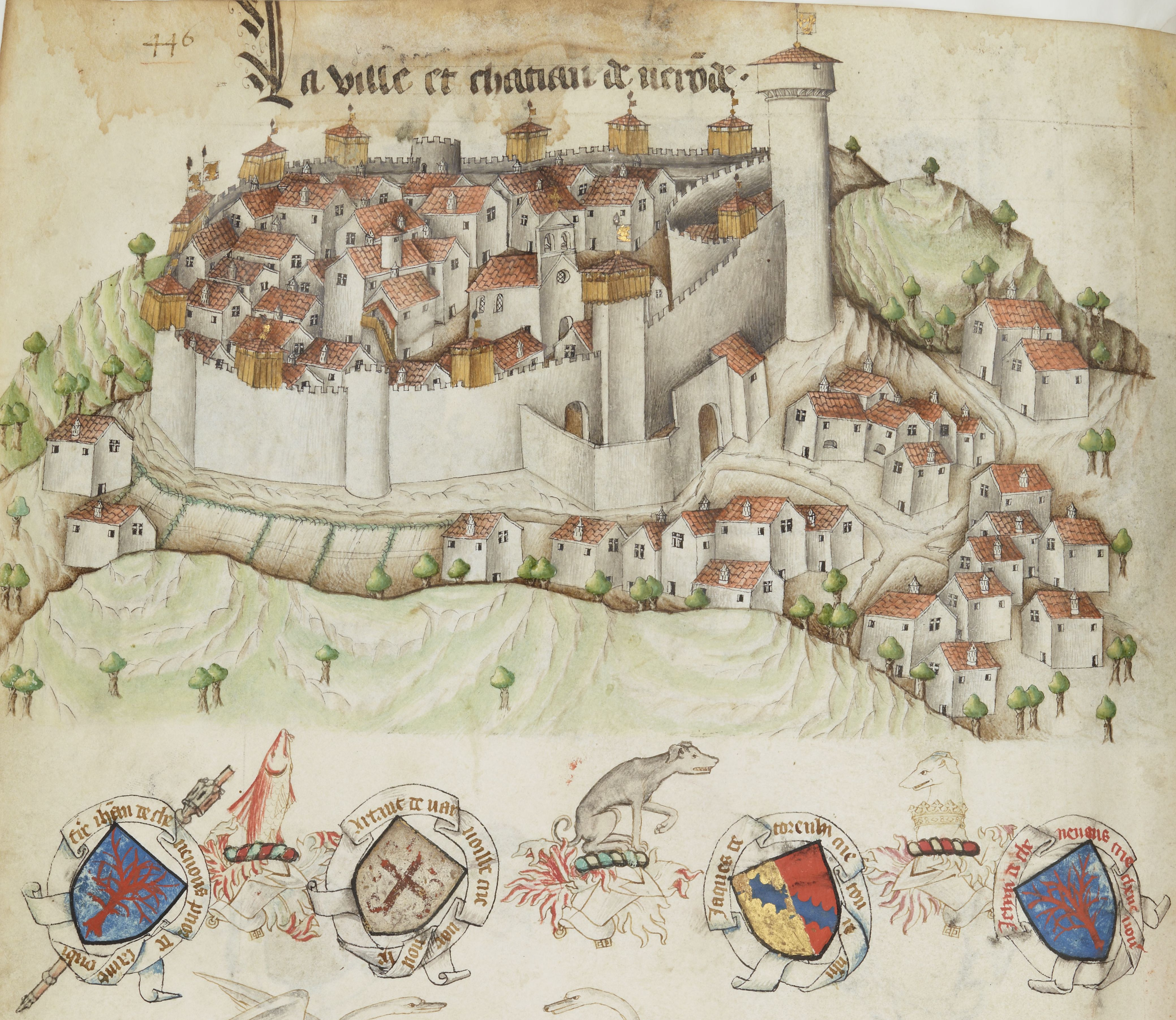
Ville et château de Néronde au XVe siècle (Armorial de Guillaume Revel)

Néronde est citée dans le poème d’Aragon, Le Conscrit des cent villages, écrit comme acte de résistance intellectuelle de manière clandestine au printemps 1943, pendant la Seconde Guerre mondiale.

## Personnalités liées à la commune
- Le Père Pierre Coton, (° 1564 - † 1626) confesseur d'Henri IV puis de Louis XIII, et fondateur du collège jésuite de Roanne qui deviendra en 1889 un lycée d’État, et deviendra en 1962 le lycée Jean-Puy, du nom du peintre fauve, ami de Matisse, décédé deux ans auparavant. Le père Coton était le grand-oncle d'un autre religieux célèbre natif de la région (Château d'Aix) : le Père-Lachaise, confesseur de Louis XIV.
- Gabriel Réal, (° 1845 - † 1919) notaire à Néronde de 1876 à 1890, maire de Néronde en 1878, député de la Loire de 1891 à 1898 et sénateur de la Loire de 1906 à 1919.